# 刘涛 (足球运动员)
刘涛（1985年1月22日—），中国足球运动员，司职后卫，现效力于广东日之泉。

## 职业生涯
刘涛于2011年加入天津松江队，是球队保级的功臣。凭借2011赛季的出色表现，刘涛在2012赛季成为天津松江队的队长之一，并打入3粒进球。
2013赛季，刘涛与队友王强自由转会至广东日之泉，他接替离队的尹鸿博担任球队队长。

## 个人
2011年11月5日，刘涛和前中国国家女子足球队球员宋晓丽结婚。